# Johann Caspar Bluntschli
Johann Caspar (aussi orthographié Kaspar) Bluntschli, né le 7 mars 1808 à Zurich et mort le 21 octobre 1881 à Karlsruhe, est un juriste et un homme politique suisse, professeur à l'Université de Zurich et théoricien du fédéralisme.

## Biographie
Sur le plan politique, il est élu de 1837-1848 au Grand conseil du Canton de Zurich, institution qu'il préside en 1845. Il est également conseiller d'État de 1839 à 1845.
Franc-maçon, en 1864 il devient membre de la loge Ruprecht zu den fünf Rosen (Ruprecht aux cinq Roses) de Heidelberg, dont il sera ensuite le vénérable maître. En 1865 il écrit au nom de sa loge une lettre ouverte au pape Pie IX, en réponse à l'exhortation apostolique Multiplices Inter, publiée par le pontife le 25 septembre de cette année, dans laquelle il condamnait la participation des catholiques aux loges maçonniques. De 1872 à 1878 il est grand-maître de la Grande Loge Zur Sonne (de) de Bayreuth et il propose une unification des loges allemandes, qui ne trouve pas grâce auprès des francs-maçons allemands. Il est aussi membre de la Grande Loge suisse Alpina.

## Ses œuvres
- Le droit international codifié, traduit de l'allemand par M.-C. Lardy, préface de Edouard Laboulaye, Paris : Guillaumin & Cie, 1870
- Théorie générale de l'État, traduit de l'allemand, précédé d'une préface par M. Armand de Riedmatten, Paris : Guillaumin, 1881, 492 p.
- De la Naturalisation en Allemagne d'une femme séparée de corps en France, et des effets de cette naturalisation, A. Marescq aîné, 1876, 40 p.
- L'État roumain et la situation légale des Juifs en Roumanie, traduit de l'allemand et publié par l'Alliance israélite universelle, C. Maréchal, 1879, 23 p.

Comme rapporteur de commission
- Les communistes en Suisse: d'après les papiers saisis chez Weitling, Lausanne : Marc Ducloux, 1843, 122 p.